# Cavarinus
Cavarinus († nach 53 v. Chr.) war in den 50er Jahren v. Chr. König des in Gallien siedelnden Stammes der Senonen.
Als König der Senonen wurde Cavarinus wahrscheinlich vom römischen Feldherrn Gaius Iulius Caesar, der in den 50er Jahren v. Chr. den Gallischen Krieg ausfocht, als Nachfolger seines Vaters Moritasgus eingesetzt. Als Mitglieder seines Stammes ihn 54 v. Chr. zu ermorden planten, flüchtete er ins Feldlager Caesars. Die Senonen schickten eine Delegation zu Caesar, um das Vorgehen gegen ihren König zu verteidigen. Sie hatten damit wohl keinen Erfolg. Caesar versuchte vermutlich, Cavarinus wieder eine führende Stellung bei den Senonen zu verschaffen. Jedenfalls nahm der Senonen-König 53 v. Chr. als Anführer eines von seinem Stamm gestellten Reitertrupps auf der Seite von Caesars Streitkräften am Kampf gegen den Eburonen-König Ambiorix teil. In diesem Zusammenhang bemerkt Caesar in seinen Aufzeichnungen zum Gallischen Krieg (Commentarii de bello Gallico), dass er Cavarinus mit der Senonen-Reiterei zusammen mit ihm habe aufbrechen lassen, um den Ausbruch eines Aufruhrs bei den Senonen infolge von Cavarinus’ hitzigem Temperament oder des Hasses seines Stamms auf ihn zu verhindern. Offenbar hatte also Cavarinus noch viele Gegner innerhalb seines eigenen Volks. Sein weiteres Schicksal ist nicht bekannt.